# Kornis Zsigmond (gubernátor)
Kornis Zsigmond göncz-ruszkai gróf (?, 1677. augusztus 10. – Kolozsvár, 1731. december 15.) erdélyi nagybirtokos, gubernátor 1713-tól haláláig.

## Életpályája
Erdélyben született, Kornis Gáspár báró és Csáky Klára Mária grófnő fiaként. Neje Bálintith Zsuzsa volt. 
A Rákóczi-szabadságharc idején, III. Károly alatt a Habsburgok híve volt. A szabadságharc elől Szebenbe, Rabutin oltalma alá menekült. 1710-től erdélyi kancellár, 1712-től gróf, 1713-tól Erdély gubernátora volt. Fontos szerepet játszott abban, hogy az erdélyi rendek elfogadták a pragmatica sanctiót; jutalmul belső titkos tanácsossá nevezték ki, kapott egy aranyláncot, rajta az uralkodó drágakövekkel keretezett arcképével és 30 000 német forintot, Ferenc nevű fia pedig Küküllő megye főispánja lett. 
Tevékeny részt vállalt Erdély rekatolizációjában. Az ő közreműködésének köszönhető, hogy a ferencesek templomot kaptak Kolozsváron, Medgyesen és Nagyszebenben. Kóródon kápolnát építtetett, és ő finanszírozta a kolozsvári ferences templom Szent Kereszt- Szent Sebestyén-kápolnáinak felújítását. A füzesmikolai könnyező Mária-képet saját szentbenedeki kastélyába vitette.
Végrendeletének megfelelően a kolozsvári ferences templomban temették el.